# Dina Straat
Dina Straat (née le 10 juillet 1945 à Zittau) est une chanteuse allemande.

## Biographie
Après avoir obtenu son diplôme d'infirmière en 1966, elle commence sa formation de chanteuse à la Hochschule für Musik Carl Maria von Weber Dresden en 1968. Elle a ses premières expériences avec le Klaus Lenz Sextett et le Manfred Ludwig Sextett. En 1969, Dina Straat rejoint le Dresden-Sextett, qui devient plus tard le groupe Lift. Elle se fait connaître avec les chansons Bin verliebt, Da war schon Liebe dabei et Als du wiederkamst, composé par le chef du groupe Gerhard Zachar.
En 1973, elle quitte le groupe. Elle travaille avec l'orchestre de Gustav Brom en Tchécoslovaquie et part en tournée avec notamment Jiří Korn et Karel Gott. En octobre 1974, elle épouse Gerhard Zachar.
De 1982 à 1984, Straat appartient au groupe Kleeblatt. Le groupe combine de la musique pop électronique avec des éléments du classique et du flamenco et collabore pendant un temps avec un quatuor à cordes du Rundfunk-Sinfonieorchester Berlin.
En 1990, Dina Straat entame une carrière solo, accompagnée par le Manfred Nytsch Band. À partir de 2000, elle anime le spectacle Dina Straat im Team et le programme Die Familienfeier pour les enfants. Elle chante ainsi Eine Frau, die Liebe fühlt dont elle est l'auteur des paroles sur une musique de Franz Bartzsch et une nouvelle version de Jeden Abend, chanson de Lift.

## Discographie

### Singles
- 1971 : Sie (avec le Dresden Sextett)
- 1975 : Kräht der Hahn

### Albums
- 1980 : Aber du bist da
- 1997 : Eine Frau die Liebe fühlt
- 2001 : Dina Straat 2001
- 2003 : Jeden Abend

## Source de la traduction
- (de) Cet article est partiellement ou en totalité issu de l’article de Wikipédia en allemand intitulé « Dina Straat » (voir la liste des auteurs).